# João Menezes
João Magalhães Hueb de Menezes (Uberaba, 17 december 1996) is een Braziliaans tennisser.

## Carrière
Menezes nam in 2014 deel aan de juniorenfinale van de US Open in het dubbelspel aan de zijde van landgenoot Rafael Matos maar verloor van Omar Jasika en Naoki Nakagawa. In 2019 won hij zijn eerste challenger in het enkelspel tegen Corentin Moutet. Datzelfde jaar won hij goud op de Pan-Amerikaanse Spelen in het enkelspel. In 2020 won hij aan de zijde van Rafael Matos zijn eerste challenger in het dubbelspel. In 2021 nam hij deel aan de uitgestelde Olympische Spelen maar verloor in de eerste ronde.

## Palmares
| Legenda                       | Legenda               |
| ----------------------------- | --------------------- |
| Grand Slam                    |                       |
| Olympische Spelen             |                       |
| tot 2009                      | vanaf 2009            |
| Tennis Masters Cup            | ATP Finals            |
| ATP Masters Series            | ATP Tour Masters 1000 |
| ATP International Series Gold | ATP Tour 500          |
| ATP International Series      | ATP Tour 250          |

### Enkelspel
| Nr.                  | Datum       | Toernooi  | Ondergrond | Tegenstander in finale | Score    | Details |
| -------------------- | ----------- | --------- | ---------- | ---------------------- | -------- | ------- |
| gewonnen challengers |             |           |            |                        |          |         |
| 1.                   | 19 mei 2019 | Samarkand | Gravel     | Corentin Moutet        | 7-6, 7-6 |         |

### Dubbelspel
| Nr.                  | Datum             | Toernooi | Ondergrond | Partner      | Tegenstander in finale       | Score    | Details |
| -------------------- | ----------------- | -------- | ---------- | ------------ | ---------------------------- | -------- | ------- |
| gewonnen challengers |                   |          |            |              |                              |          |         |
| 1.                   | 20 september 2020 | Iași     | Gravel     | Rafael Matos | Treat Huey Nathaniel Lammons | 6-2, 6-2 |         |